# Никад више Сњежана
Никад више Сњежана је други албум Османа Хаџића, издат је 1991. године за издавачку кућу Дискотон.

## Списак песама
| №  | Назив                    | Трајање |  |
| 1. | Како је могла            | 4:00    |  |
| 2. | Кад једном све то прође  | 4:01    |  |
| 3. | Волимо само плаве очи    | 3:30    |  |
| 4. | Истина је душо           | 3:24    |  |
| 5. | Наш растанак јесте болан | 4:03    |  |
| 6. | Никад више Сњежана       | 3:57    |  |
| 7. | Хеј мала                 | 3:05    |  |
| 8. | Никада ти нећу рећи      | 3:26    |  |